# Aardbeving Chili februari 2010

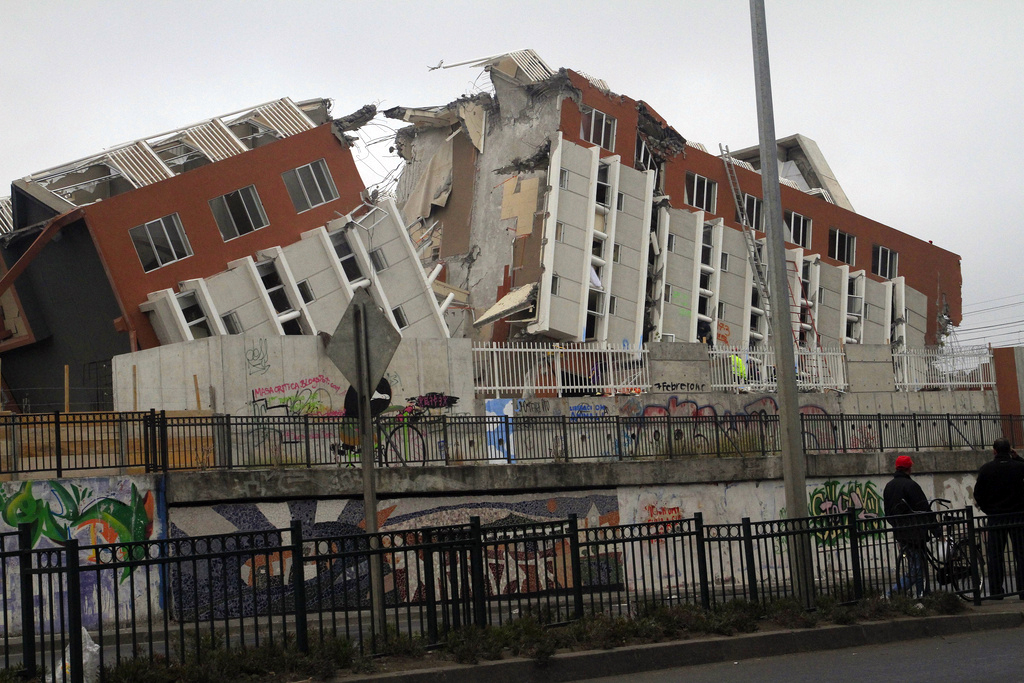
Schade in Concepción

De aardbeving van Chili 2010 was een aardbeving met een momentmagnitude van MW = 8,8 in het Zuid-Amerikaanse land Chili. De aardbeving vond plaats op 27 februari 2010 om 3:34 plaatselijke tijd (07:34 Belgische en Nederlandse tijd). Het hypocentrum lag voor de kust van Chili, op 79,6 kilometer afstand van de stad Concepción en op zo'n 91 kilometer van de Chileense kust op een diepte van 22,9 kilometer.
In de Chileense hoofdstad Santiago, op 300 kilometer van het epicentrum, viel de stroom uit, zo meldde de Amerikaanse nieuwszender CNN. Gebouwen werden er tien tot dertig seconden door elkaar geschud. De beving was 501 keer krachtiger dan de aardbeving in Haïti in januari 2010, die een kracht van MW = 7,0 had.

## Tektonische achtergrond

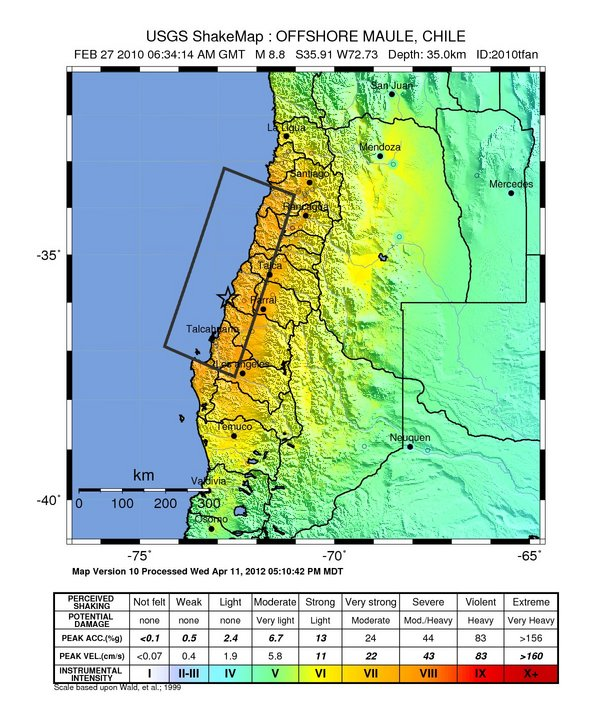
Epicentrum en intensiteit van de beving

De aardbeving van 27 februari werd veroorzaakt door het verschuiven van twee tektonische platen: de Nazcaplaat en de Zuid-Amerikaanse Plaat. Deze schuiven door convergentie naar elkaar toe. De normale convergentiesnelheid bedraagt ongeveer 80 mm per jaar. Deze aardbeving was het gevolg van een abrupte subductie van de Nazcaplaat onder de Zuid-Amerikaanse Plaat.
In 1960 was Chili de locatie van de zwaarste aardbeving uit de recente menselijke geschiedenis. Deze vond ongeveer 230 km zuidelijker plaats dan de aardbeving van 27 februari.
Minstens 1655 mensen lieten het leven toen een aardbeving met een kracht van 9,5 op de schaal van Richter Valdivia trof.

## Tsunami

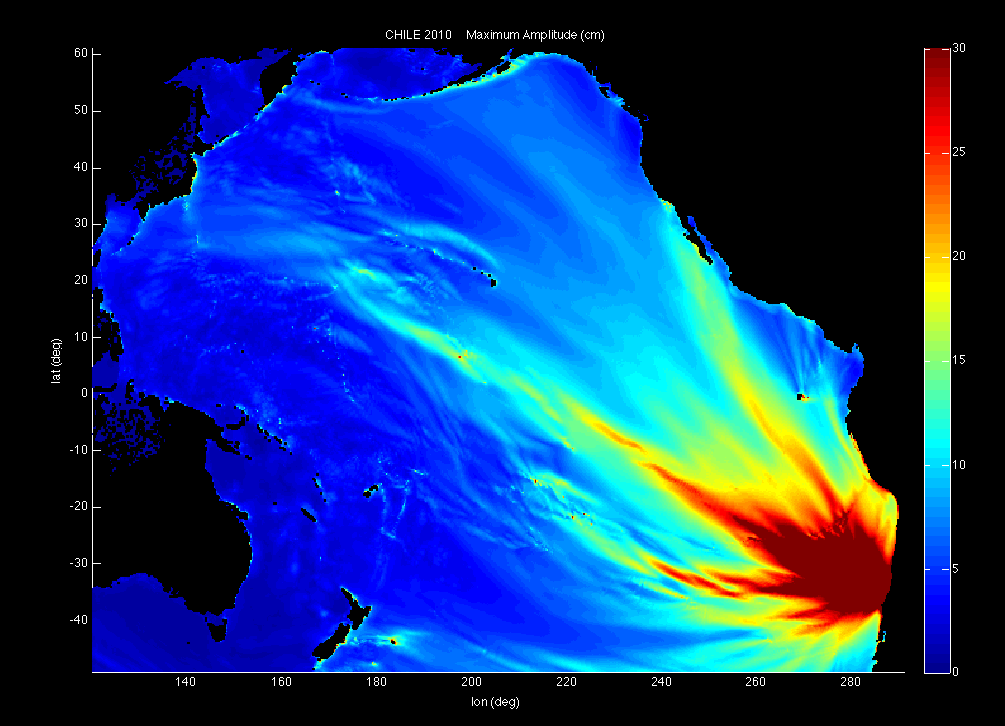
USGS-projectie van de amplitude van de tsunami

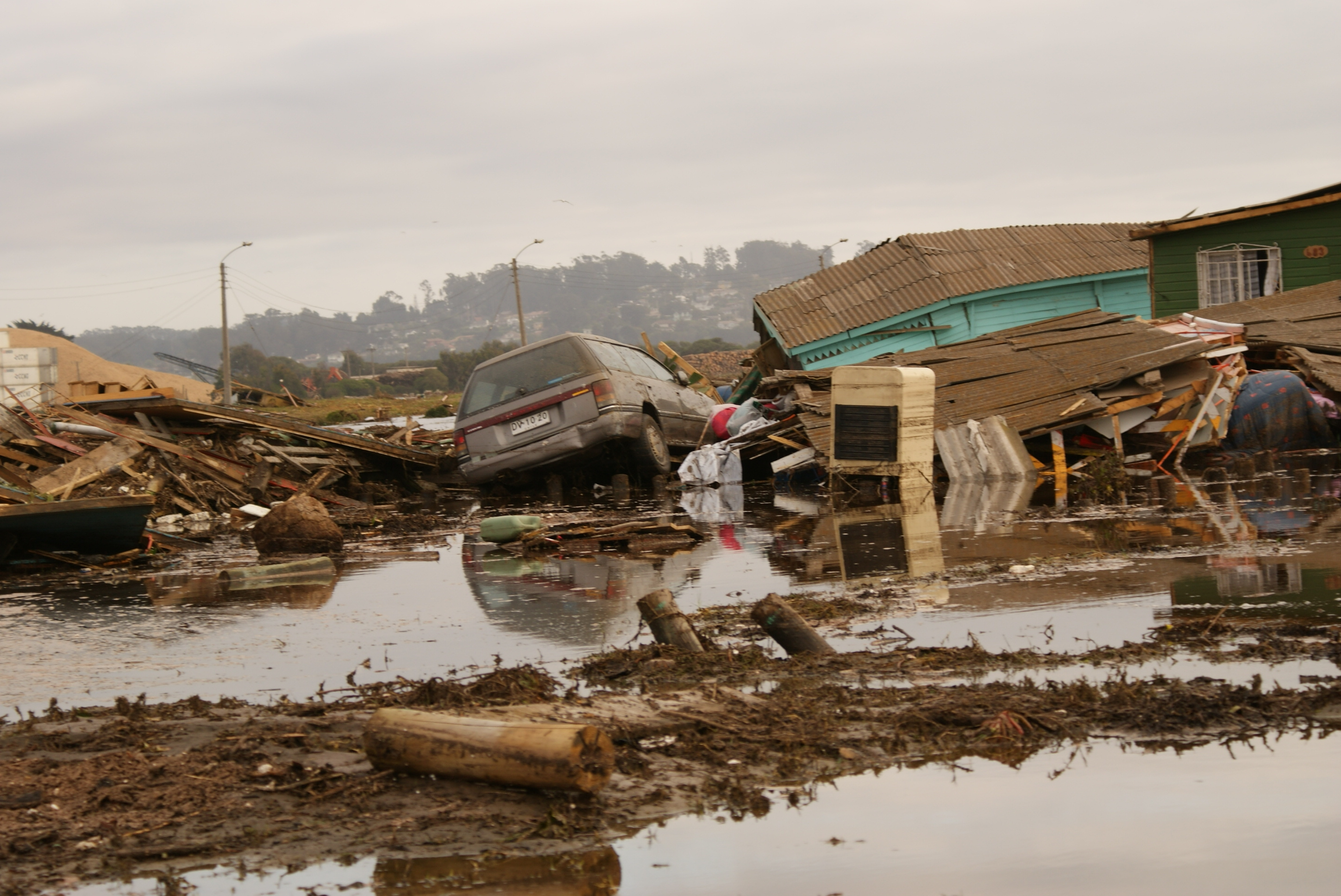
Schade door de tsunami

Als gevolg van de aardbeving, die voor de kust van Chili onder de Grote Oceaan plaatsvond, is er een tsunami ontstaan. Verschillende media meldden dat de golf met een snelheid van ongeveer 200 tot 300 km per uur voortbewoog. Er werd een tsunamialarm afgekondigd voor Chili (inclusief Paaseiland), Colombia, Ecuador, Australië, Costa Rica, El Salvador, Fiji, de Filipijnen, Guatemala, Honduras, Indonesië, Japan (inclusief Minami Torishima), Kiribati, de Marshalleilanden, Mexico, Micronesia, Nauru, Nicaragua, Nieuw-Zeeland (inclusief de Kermadeceilanden), Palau, Panama, Papoea-Nieuw-Guinea, Rusland, de Salomonseilanden, Samoa, Taiwan, Tonga, Tuvalu, Vanuatu, de Verenigde Staten (Hawaï en Palmyra), de Amerikaanse territoria Amerikaans-Samoa, Baker, Guam, Howland, Jarvis, Johnston, Midway, de Noordelijke Marianen en Wake, het Australische territorium Norfolk, het Britse territorium de Pitcairneilanden, de Franse territoria Frans-Polynesië, Nieuw-Caledonië en Wallis en Futuna en de Nieuw-Zeelandse territoria de Cookeilanden, Niue en Tokelau.

### Chili
Op Robinson Crusoe in de Juan Fernández-archipel, een eilandengroep op slechts enkele honderden kilometers ten westen van Santiago, zijn zeker drie mensen omgekomen en worden tien anderen nog vermist. Niet-officiële bronnen spraken daar van veertig meter hoge golven. Ook langs de kusten van het Chileense vasteland zijn slachtoffers gevallen bij de aankomst van de tsunami.

### Frans-Polynesië
Veel andere landen en afhankelijke territoria trokken het alarm relatief snel weer in, doordat de golf tegen de tijd dat hij daar aankwam doorgaans niet veel hoger dan 1,5 meter bleek te zijn. Zo werd op de Frans-Polynesische Marquesaseilanden, de noordelijkste archipel van het territorium, een golf van ongeveer twee meter waargenomen, die enkel hier en daar schade aan schepen veroorzaakte. Op Hiva Oa, een van deze eilanden en bekend als de laatste rustplaats van Jacques Brel en Paul Gauguin, was toch sprake van golven tot vier meter hoog. Ook op dit eiland is er echter geen sprake van enige gewonden of doden.
Aan de kusten van de Gambiereilanden, net ten westen van de Pitcairneilanden en nochtans dichter bij het epicentrum gelegen dan de Marquesaseilanden, was de golf slechts één meter hoog.

## Verloop aardbeving en naschokken
Hieronder wordt het verloop van de aardbeving en de 24 uur erna getoond in de Chileense regio Maule.
| Tijd                | Magnitude (MW) | Opmerking     |
| ------------------- | -------------- | ------------- |
| 27-02-2010 03:34:15 | 8,8            | Hoofdbeving   |
| 27-02-2010 03:52:35 | 6,2            | naschok       |
| 27-02-2010 04:19:35 | 5,4            |               |
| 27-02-2010 05:25:30 | 6,1            |               |
| 27-02-2010 05:31:05 | 5.7            |               |
| 27-02-2010 05:53:27 | 5,0            |               |
| 27-02-2010 10:12:52 | 5,0            |               |
| 27-02-2010 11:29:10 | 4,9            |               |
| 27-02-2010 13:23:21 | 5,2            |               |
| 27-02-2010 18:43:11 | 5,2            |               |
| 27-02-2010 19:20:04 | 5,1            |               |
| 27-02-2010 22:58:50 | 5,2            |               |
| 28-02-2010 00:13:40 | 4,9            |               |
| 28-02-2010 01:12:52 | 4,6            |               |
| 28-02-2010 01:17:52 | 5,0            |               |
| 28-02-2010 02:04:06 | 5,0            | laatste schok |

Schematisch overzicht van het aantal bevingen en schokken in de periode van 27-02-2010 03:30 tot 28-02-2010 03:30:
| Magnitude (MW) | Aantal |
| -------------- | ------ |
| < 4,5          | 0      |
| 4,5 - 4,9      | 12     |
| 5,0 - 5,4      | 61     |
| 5,5 - 5,9      | 21     |
| 6,0 - 6,4      | 5      |
| 6,5 - 6,9      | 1      |
| 7,0 >          | 1      |
| Totaal         | 101    |

## Slachtoffers
Door de aardbeving kwamen 525 mensen om het leven in Chili en er zijn 23 vermisten.
In het noorden van Argentinië viel één dode bij een gerelateerde aardbeving. In Chili zijn zo'n twee miljoen mensen dakloos geworden.
Op het eilanden-archipel Juan Fernández vielen, door de ontstane tsunami, zeker drie doden en er worden nog tien mensen vermist. Veel landen boden hulp aan. In eerste instantie werd dit door Chili afgewezen, maar na enkele dagen toch aanvaard. Onder meer Israël en de Verenigde Staten stuurden hulpteams. Google leverde een bijdrage met de site Google Person Finder. Met deze web applicatie konden mensen vermiste personen opsporen.
Januari: Salomonseilanden (3 januari) · Californië (10 januari) · Haïti (12 januari) -
Februari: Bougainville (1 februari) · Riukiu-eilanden (26 februari) · Chili (27 februari) -
Maart: Taiwan (4 maart) · Sumatra (5 maart) · Turkije (8 maart) · Chili (11 maart) · Japan (14 maart) · Obi-eilanden (14 maart) -
Mei: Sumatra (9 mei) · Vanuatu (27 mei) -
Juni: Papoea (16 juni) -
Oktober: Sumatra (25 oktober)